# 快刀!夢一座七変化
『快刀!夢一座七変化』（かいとう ゆめいちざしちへんげ）は、1996年10月17日より1997年3月13日まで毎週木曜日20:00 - 20:54に、テレビ朝日系列の「木曜時代劇」枠で放送されていた日本の時代劇。
東映京都製作の連続テレビ時代劇として初のビデオ撮影作品である。

## あらすじ
花村夢十郎を座頭とする「花村一座」は、表向きは諸国を回って芝居を興行する旅一座だが、その先々で遭遇する弱者のために暗躍もする「世直し仕事人」。芝居のからくりを駆使して、悪人どもを退治する。

## 登場人物

### 花村一座
花村夢之丞
演 - 三田村邦彦
主人公。一座の看板役者で、夢十郎の弟。舞台も世直しも、大概は彼が主役を張る。一座の人気演目「世直し天狗 白頭巾」の白頭巾役は十八番。
月見龍之介
演 - 地井武男
「花村一座」の役者。舞台では敵役が多く、世直しでもあまり良い役は回ってこないので不満に思っている。元大工で第3話では舞台を急遽改造して一座のピンチを救ったことがある。
花村申太郎
演 - 渡辺裕之
「花村一座」の役者。男女両方の声帯模写が得意で、からくりにも一役買っている。第13話では風邪で寝込んでいたためほとんど活躍していなかったが、最終回で絵描きが得意なことが判明する。
花村小町
演 - 山口香緒里
「花村一座」の女優。町娘のようなしおらしい役が得意だが、第9話で夢十郎の筋書きにより壺振りに扮した時は「こういうのは、揚羽姐さんの役でしょ！」と憤慨していた。身軽で変装もできる。
花村てまり
演 - 及川佳奈
「花村一座」の子役。舞台には上がるがまだ子供なので、世直しでの「からくり」には参加するが、「止め」の場面には参加しない。
遁兵衛
演 - 城後光義
一座の会計担当。世直しもたまに手伝ったりする。会計なので金銭面にはとても煩く、一座の者に煙たがられる事もしばしば。
キジ丸
演 - 長戸勝彦
一座の裏方（雑用）係。遁兵衛とコンビのような扱いで、世直しを裏から手伝う事もある。
雪村揚羽
演 - 池上季実子
一座の花形女優。気風が良く、姉御肌。元掏摸。
花村夢十郎
演 - 宇津井健
「花村一座」の座頭で芝居と世直しの筋書き担当。情に厚く、一座の者達から多大な信頼を得ている。薬剤にも詳しく、調合も得意。

### ゲスト
第1話 「その死刑、待った!」
- おきぬ - 岩本千春
- 赤垣源四郎 - 石丸謙二郎
- 越後屋徳兵衛 - 小野武彦
- 伊助 - 松澤一之
- 平田出羽守 - 川合伸旺
- 五十嵐義弘、江原政一、東孝、塩賀淳平、丹羽美奈子、岡田和範、加藤三彦

第2話 「劇場を占拠した女」
- お葉 - 椎名ルミ
- 朝吉 - 若松俊秀
- 黒田外記 - 浜田晃
- 岸川 - 黒田隆哉
- 波多野博、小坂和之、藤沢徹夫、稲垣陽子、山根誠示、松田吉博、西村龍弥、武島平八郎、奥野公一、高橋弘志、本山力

第3話 「花嫁のウラ事情!」
- 岡崎内蔵介 - 内田勝正
- 鬼沢 - 大河内浩
- 長崎屋彦兵衛 - 石山律雄
- おみよ - 永住千夏
- 仙吉 - 大森貴人
- 甚五郎 - 芝本正
- 若旦那 - 柴田耕作
- 白川浩二郎、小坂和之、辻本良紀、山田永二、浜田隆広、木下加奈子

第4話 「秀吉の埋蔵金の謎」
- お伊代 - 若林しほ
- 鬼蔵 - 遠藤征慈
- 伝兵衛 - 山本昌平
- 惣右衛門 - 徳田興人
- 石倉英彦、斎藤弘勝、柴田善行、遠山金次郎、小谷浩三、芳野史明、野々村仁、岡田友孝、八神辰之介、久下美香子

第5話 「結婚直前のら致!!」
- 安岡美佐 - 吉野真弓
- 芦屋二郎太 - 池田政典
- 飯島左内 - 中田浩二
- 大垣源内 - 佐藤仁哉
- 野口貴史、井上茂、小峰隆司、青井敏之、川鶴晃裕、岩須透

第6話 「七年目の仇討ち」
- 庄五郎／安蔵（二役） - 岡本信人
- 桜井里江 - 山下容莉枝
- 桜井タキ - 谷口香
- 大畑監物 - 原口剛
- 矢吉 - 草薙良一
- お幾 - 鈴川法子
- 桜井真之輔 - 石野理央
- 望月栄希、疋田泰盛、有島淳平、富永佳代子、床尾賢一、前川恵美子

第7話 「呪いの師走ナマズ」
- 梓 - 上野めぐみ
- 斯波四位太夫 - 江藤漢
- 斯波蔵人 - 武野功雄
- 小田中日向守正成 - 水上保広
- りく - 中井佳代
- 斯波舎人 - 中嶋俊一
- お了 - 山本香織
- 矢部義章、西山清孝、北村明男、石井洋充、原田逸夫、高橋弘志

第8話 「泣虫代官、高笑い」
- 笹倉小十郎 - 秋野太作
- 玉木蔵人 - 大竹修造
- 黒川玄馬 - 岩尾正隆
- 春海尼 - 志乃原良子
- 千田 - 端田宏三
- 与吉 - 佐々木睦
- 坂本和子、谷口高史、大木晤郎、福中勢至郎、白井滋郎、辻本良紀、矢橋真央

第9話 「一座が仕組んだイカサマ賭博」
- 丑五郎 - 立川三貴
- 虎松 - 津村鷹志
- 熊蔵 - 堀田真三
- おせい - 江口尚希
- おみね - 小松智子
- 笹木俊志、浜田隆広、本山力、浜崎涼子、田井克幸、東孝、西村龍弥

第10話 「ボロ儲け兄弟の秘密を暴け!」
- 筑紫太郎衛門 - 河原崎次郎
- 筑紫屋次郎衛門 - 河原崎建三
- お浪 - 上野正希子
- 山部権六 - 出水憲
- 西国屋喜平 - 中西宣夫
- 磯部主馬 - 松田明
- 木谷邦臣、松永吉訓、泉知奈津、林哲夫、畑中伶一、神尾僚子、増田広子、久下美香子

第11話 「芝居で告発!不正のカラクリ」
- お久美 - 及森玲子
- 清次 - 高川裕也
- 鎌田平内 - 廣田行生
- 鬼沢監物 - 小沢象
- 有川正治、藤沢徹夫、小峰隆司、司裕介、神原千恵、窪田弘和

第12話 「幻の集団 怪盗七福神現わる」
- おちか - 堀江奈々
- 近藤帯刀 - 鹿内孝
- 播麿屋半右衛門 - 和崎俊哉
- 泉州屋久兵衛 - 田中弘史
- 福本清三、大矢敬典、北村明男、浅田祐二、勇家寛子、奥野公一、空田浩志、坪倉一馬、田中恵利

第13話 「盲目の美少女! 涙の真実…」
- お八重 - 田中規子
- 五島屋幸七 - 六平直政
- 長崎屋覚兵衛 - 柴田侊彦
- 石岡左京亮 - 伊藤高
- 河野啓庵 - 須永克彦
- 峰蘭太郎、松田吉博、山田永二、前川恵美子、夏山剛一、池田篤樹、濱野智紗都、前田萌絵

第14話 「危機一髪! 吉原の遊女を救え」
- お静 - 伊藤美由紀
- 岩倉刑部 - 亀石征一郎
- 山村大膳 - 山本清
- 松木信光 - 草川祐馬
- 熊谷弦十郎 - 北村晃一
- 朝日完記、田辺ひとみ、山本香織、武井三二、石井洋充、吉田輝生、五十嵐義弘、西山清孝、池田謙治、江原政一、遠山金次郎、山本晶子、星野美恵子、渋井美也子

最終話 「討入り炎上! 顔のない殺人者!!」
- 紗也香 - 山崎美貴
- 多岐渉 - 潮哲也
- 朝日堂悦軒 - 伊藤敏八
- 物部作左衛門 - 西山辰夫
- 葛飾東斎 - 井上倫宏
- 門番 - 伊藤えん魔
- 大木晤郎、細川純一、小谷浩三、丹羽美奈子、入江毅、奥野公一、浅田祐二、平井優也

## スタッフ
- 脚本 - 長坂秀佳、志村正浩、渡辺善則、井川公彦、藤井邦夫、尾西兼一
- 音楽 - 篠崎正嗣
- 監督 - 上杉尚祺、牧口雄二、長岡鉦司、斎藤光正
- 主題歌 - 小椋佳「夢芝居」
- プロデューサー - 田中利一（テレビ朝日）、上阪久和、小嶋雄嗣、矢後義和（東映）
- 制作 - テレビ朝日、東映

## 放送日程
| 話数   | 放送日         | サブタイトル               | 脚本     | 監督     |
| ------ | -------------- | -------------------------- | -------- | -------- |
| 第1話  | 1996年10月17日 | その死刑、待った!          | 長坂秀佳 | 上杉尚祺 |
| 第2話  | 10月24日       | 劇場を占拠した女           | 井川公彦 | 上杉尚祺 |
| 第3話  | 10月31日       | 花嫁のウラ事情!            | 渡辺善則 | 上杉尚祺 |
| 第4話  | 11月07日       | 秀吉の埋蔵金の謎           | 長坂秀佳 | 牧口雄二 |
| 第5話  | 11月28日       | 結婚直前のら致!!           | 尾西兼一 | 牧口雄二 |
| 第6話  | 12月05日       | 七年目の仇討ち             | 尾西兼一 | 斎藤光正 |
| 第7話  | 12月12日       | 呪いの師走ナマズ           | 長坂秀佳 | 長岡鉦司 |
| 第8話  | 1997年01月16日 | 泣き虫代官、高笑い         | 渡辺善則 | 斎藤光正 |
| 第9話  | 1月23日        | 一座が仕組んだイカサマ賭博 | 志村正浩 | 上杉尚祺 |
| 第10話 | 1月30日        | ボロ儲け兄弟の秘密を暴け!  | 渡辺善則 | 長岡鉦司 |
| 第11話 | 2月06日        | 取り戻せ! 汗と涙の二千両!! | 藤井邦夫 | 牧口雄二 |
| 第12話 | 2月13日        | 幻の集団 怪盗七福神現わる  | 井川公彦 | 上杉尚祺 |
| 第13話 | 2月27日        | 盲目の美少女! 涙の真実…    | 渡辺善則 | 牧口雄二 |
| 第14話 | 3月06日        | 危機一髪! 吉原の遊女を救え | 志村正浩 | 長岡鉦司 |
| 最終話 | 3月13日        | 討入炎上! 顔のない殺人者!! | 長坂秀佳 | 長岡鉦司 |

## 備考
- スタート当日の朝に事前特番が放送された（進行役は石塚英彦と吉元潤子）。さらに同じ日の「ワイド!スクランブル」にも楽屋からの中継で出演者が登場するなど、当時のテレビ朝日放映の時代劇枠としては番宣に異常なまでの力の入れようであった。